# تيتي (مدرب كرة قدم)
تيتي اسمه الكامل أدينور ليوناردو باتشي (بالبرتغالية: Adenor Leonardo Bacchi‏)، لاعب كرة قدم سابق ومدرب حالي، من مواليد 25 مايو 1961 في مدينة كاكسياس دو سول في البرازيل، هو المدرب السابق لـمنتخب البرازيل تم تعينة في أواسط شهر يونيو 2016 خلفاً للمدرب دونغا بعد خروج منتخب البرازيل من الدور الأول في كوبا أمريكا المئوية،  درب سابقاً عدة أندية برازيلية وناديَ العين والوحدة الاماراتيين، عرف النجاح الحقيقي كمدرب مع نادي كورينثيانز، إذ قادة لأحراز كأس ليبرتادوريس ومن ثم كأس العالم للأندية خلال سنة 2012.

## إنجازاتة التدريبية
- غريميو
  - كأس البرازيل 2001
- نادي إنترناسيونال
  - كوبا سود أمريكانا 2008
  - كأس بنك سيوراجا 2009
- نادي كورينثيانز
  - الدوري البرازيلي 2011، 2015
  - كأس ليبرتادوريس 2012.
  - كأس العالم للأندية 2012.
  - ريكوبا سودأمريكانا 2013.

مع المنتخب البرازيلي
- - كوبا أمريكا 2019.

## روابط خارجية
- تيتي على موقع قاعدة بيانات كرة القدم.إي يو (الإنجليزية)
- تيتي على موقع ناشيونال فوتبول تيمز (الإنجليزية)
- تيتي على موقع Soccerway.com (الإنجليزية)
- تيتي على موقع عالم كرة القدم.نت (الإنجليزية)